# Институт систем управления (Азербайджан)
Институт систем управления — научно-исследовательский институт, входящий в структуру Министерства Науки и Образования Азербайджанской Республики. До 2014 года он назывался Институтом кибернетики.

## История
Институт был создан в 1952 г. как лаборатория электро-моделирования при Нефтяной экспедиции АН АзССР. В 1956 г. в связи с реорганизацией Нефтяной экспедиции Лаборатория электромоделирования была включена в состав Института физики НАН Азербайджана, а в 1958 году — в состав Института математики и механики и получила название Вычислительный центр. В 1960 г. Вычислительный центр был выделен в самостоятельную организацию в системе Академии наук Азербайджана. В том же году в составе ВЦ была создана лаборатория ЭВМ (вторая после Украины среди бывших союзных республик), которая, в свою очередь, сыграла решающую роль в развитии кибернетики, информатики и других точных наук. В 1965 г. Вычислительный центр был реорганизован в Институт кибернетики.
В 1971 году при институте была создана кафедра «Автоматизированные системы управления». В 2002 году она стала самостоятельным Институтом информационных технологий НАН Азербайджана. Институт кибернетики стал главной организацией по созданию "Республиканской автоматизированной системы управления".
В 2014 году решением Кабинета Министров Азербайджана название института было изменено на "Институт систем управления".
Указом Президента Азербайджанской Республики от 28 июля 2022 года Институт систем управления Национальной академии наук Азербайджана был подчинен Министерству науки и образования Азербайджанской Республики.

## Научные направления
В институте проводятся фундаментальные теоретические и прикладные научные исследования по следующим направлениям:
- Теоретические и прикладные проблемы управления
- Технологии искусственного интеллекта
- Исследование социально-экономических систем

## Директора
- 1965–1970 г — академик Гусейнов Ашраф Искендер оглы
- 1970–1988 г — академик Джалал Эйваз оглы Аллахвердиев
- 1988-2020 г — академик Тельман Аббас оглу Алиев
- С 2021 г — академик Али Мамед оглу Аббасов